# Эйткен, Максвелл, 3-й барон Бивербрук
Максвелл Уильям Хамфри Эйткен, 3-й барон Бивербрук (англ. Maxwell William Humphrey Aitken, 3rd Baron Beaverbrook; родился 29 декабря 1951 года) — британский пэр и политик.

## Семья
Родился 29 декабря 1951 года. Единственный сын сэра Макса Эйткена, 2-го баронета (1910—1985), от третьего брака с Вайолет де Траффорд (род. 1926), внук Уильяма Эйткена, 1-го барона Бивербрука.
Он получил образование в Чартерхаусе и Пембрук-колледже в Кембридже и в Королевском колледже оборонных исследований.
19 июля 1974 года он женился на Сьюзен Анджеле Мор О’Феррал (род. 10 января 1948), члене аристократической ирландской семьи, дочери Фрэнсиса Амвросия Мора О’Феррала (? — 1976) и Анжелы Мэри Мэзер-Джексон (1925—2021), внучке сэра Генри Мэзер-Джексона, 6-го баронета (1899—1983). У супругов было четверо детей:
- Достопочтенный Максвелл Фрэнсис Эйткен (род. 17 марта 1977), женился на Инес Ньето Гомес-Валенсия 9 ноября 2007 года. У них двое детей.
  - Джульетта Инес Сюзанна Эйткен (род. 1 декабря 2011)
  - Максвелл Альфонсо Эйткен (род. 16 декабря 2014)
- Достопочтенный Александр Рори Эйткен (род. 1978), женился на Александре Мередит Энн Проби 10 февраля 2007 года. У них три дочери.
- Достопочтенная Шарлотта Сюзанна Эйткен (род. 1982), вышла замуж за Чарльза Иннса-Кера, маркиза Боумонта и Сессфорда, 22 июля 2011 года и развелась 24 мая 2012 года. Вторым браком женился на Франческо Белласи 30 марта 2019 года. У них есть сын.
- Достопочтенная София Вайолет Анджела Эйткен (род. 1985), вышла замуж за маркиза Уголино Бурбон ди Петрелла 23 апреля 2016 года. У них есть сын Томмазо (род. 2018) и дочь Маддалена (род. 2020).

## Политическая карьера
Лорд Бивербрук был лордом в ожидании (1986—1988) и казначеем Консервативной партии и Европейского демократического союза (1990—1992).

## Военная карьера
В 2004 году лорд Бивербрук был назначен почетным воздушным коммодором 4624-й эскадрильи Королевских вспомогательных ВВС (RAuxAF). В 2009 году он был назначен почетным генеральным инспектором RAuxAF в звании вице-маршала авиации. В мае 2016 года он был назначен на новый пост генерал-коменданта RAuxAF с участием в Совете ВВС. Он вышел в отставку в июле 2019 года.

## Фонд Бивербрука
Он является председателем Фонда Бивербрука и был попечителем с 1974 года. В 2003 году Фонд Бивербрука утверждал, что 133 ценные картины в художественной галерее Бивербрука, переданные галерее первым лордом Бивербруком, не были пожертвованы, а вместо этого были на долгосрочном займе у Фонда Бивербрука. Стоимость картин оценивалась примерно в 100 миллионов канадских долларов. 26 марта 2007 года судья Верховного суда Питер Кори ушел в отставку, постановил, что 85 картин, подаренных галерее до открытия в 1950-х годах, принадлежат галерее, но 48 картин, переданных после открытия, принадлежат Фонду Бивербрука. Решение арбитража было обжаловано, и в 2010 году было достигнуто мировое соглашение. Другой случай между Канадским фондом Бивербрука, возглавляемым сыном лорда Бивербрука, Максом, и Художественной галереей Бивербрука также был урегулирован.

## Другая деятельность
Он был директором Британского клуба гонщиков с 2006 по 2008 год, и снова избран с сентября 2015 года. В настоящее время он является вице-президентом Британского клуба гонок на моторных лодках. Он выиграл чемпионат Европы GT в 1998 году с Porsche, участвовал в чемпионате мира GT FIA в 1999 году и в американской серии Ле-Мана в 2000 году. В 2004 году он выиграл Хармсворт Трофи (оффшорное катание на моторных лодках).
Он был членом Совета гомеопатического треста 1987—1992; и остается вице-президентом Ambition UK, и является покровителем лондонской воздушной скорой помощи.